# Trentino Volley 2008-2009
Questa voce raccoglie le informazioni riguardanti la Trentino Volley nelle competizioni ufficiali della stagione 2008-2009.

## Stagione
La stagione 2008-09 è per la Trentino Volley, sponsorizzata dal gruppo Itas e dalla Diatec, la nona consecutiva in Serie A1; rispetto all'annata precedente viene confermato sia l'allenatore Radostin Stojčev che buona parte della rosa: le uniche variazioni si hanno nel ruolo dell'opposto, con l'arrivo di Leandro Vissotto e Krasimir Stefanov al posto di Vladimir Nikolov e Smilen Mljakov, nel palleggiatore di riserva con Łukasz Żygadło per Jakub Bednaruk e nel centrale Riad Garcia per Gregor Jerončić; tra i giovani vengono promossi Antonio De Paola e Nicola Leonardi.
La stagione si apre con la Supercoppa italiana; la Trentino Volley partecipa in veste di campione d'Italia e la sfida è contro l'Associazione Sportiva Volley Lube, vincitrice della Coppa Italia 2007-08; sono proprio i marchigiani che si aggiudicano il trofeo grazie a una netta vittoria per 3-0.
Il campionato si apre con la vittoria sul Volley Forlì, mentre la prima sconfitta arriva alla seconda giornata ad opera del BluVolley Verona per 3-2; dopo cinque successi consecutivi arriva un nuovo stop, sempre al tie-break contro il Piemonte Volley: il girone di andata si chiude con due sconfitte e la squadra si classifica al secondo posto, risultato utile per accedere alla Coppa Italia. Il girone di ritorno si apre con quattro vittorie di fila, per poi incappare in un insuccesso contro l'Associazione Sportive Volley Lube; ad altre quattro vittorie consecutive, seguono due sconfitte: le ultime due gare della regular season sono un successo e una sconfitta che portano la Trentino Volley a confermare il secondo posto in classifica, qualificandola per i play-off scudetto. Nei quarti di finale la sfida è contro il Callipo Sport che viene eliminata in tre gare, così come avviene nelle semifinali ai danni del Piemonte Volley. La squadra raggiunge quindi per la seconda stagione consecutiva la serie finale dei play-off, dove incontra la Pallavolo Piacenza; dopo aver vinto gara 1, cede nelle due partite successive, riuscendo a vincere in trasferta gara 4; viene sconfitta al tie-break in gara 5.
Il secondo posto al termine del girone di andata della regular season della Serie A1 2008-09 qualifica la squadra alla Coppa Italia: nei quarti di finale incontra la Sisley Volley che riesce ad imporsi, in rimonta, per 3-2, estromettendo la formazione di Trento dalla competizione.
Il primo posto in regular season e vittoria del titolo di campione d'Italia, consente alla Trentino Volley di partecipare per la prima volta alla Champions League; nella fase a gironi vince il proprio raggruppamento, aggiudicandosi tutte le sei gare giocate, lasciando solamente due set al Vienna hotVolleys ed uno all'Odbojkarski Klub ACH Volley. Gli ottavi di finale vengono superati con un doppio 3-0 ai danni del Club Voleibol Pòrtol, così come con una doppia vittoria vengono eliminati i polacchi del Klub Sportowy AZS Częstochowa Sportowa, qualificando il club di Trento alla Final Four di Praga; in semifinale si svolge il derby italiano contro l'Associazione Sportiva Volley Lube, che vede vincitrice la Trentino Volley per 3-0. Raggiunge così la finale, dove incontra i greci del Gymnastikos Syllogos Īraklīs Thessalonikīs: la vittoria per 3-1 consente alla formazione trentina di salire sul tetto d'Europa per la prima volta nella sua storia.

## Organigramma societario
Area direttiva
- Presidente: Diego Mosna
- Consigliere: Alberto Ciurletti
- Segreteria generale: Chiara Candotti, Iris Wintzek
- Amministrazione: Ida Belloni, Laura Corradini
- Responsabile amministrativo: Stefano Corvo

Area organizzativa
- General manager: Giuseppe Cormo
- Team manager: Riccardo Michieletto
- Sicurezza palasport: Mario Merone

Area tecnica
- Allenatore: Radostin Stojčev
- Allenatore in seconda: Sergio Busato
- Scout man: Matteo Levratto
- Responsabile settore giovanile: Riccardo Michieletto
- Diretto tecnico settore giovanile: Andrea Burattini
- Responsabile settore reclutamento: Marco Pacher

Area comunicazione
- Ufficio stampa: Francesco Segala
- Speaker: Gabriele Biancardi
- Responsabile progetto scuola: Daniele Pacher
- Fotografo ufficiale: Marco Trabalza

Area marketing
- Ufficio marketing: Roberto Santini
- Logistica: Giuseppe Borgogno

Area sanitaria
- Medico: Mauro Bertolizza
- Coordinatore staff medico: Marco Fogli
- Preparatore atletico: Davide Grigoletto
- Preparatore atletico settore giovanile: Lorenzo Vettorazzi
- Fisioterapista: Maciej Plaka (dal 6 gennaio 2009)
- Osteopata: Massimo Di Vetta

## Rosa
| N° | Nome               | Ruolo | Data di nascita   | Nazionalità sportiva |
| -- | ------------------ | ----- | ----------------- | -------------------- |
| 1  | Matej Kazijski     | S     | 23 settembre 1984 | Bulgaria             |
| 2  | Andrea Segnalini   | L     | 5 gennaio 1988    | Italia               |
| 3  | Emanuele Birarelli | C     | 8 febbraio 1981   | Italia               |
| 6  | Łukasz Żygadło     | P     | 2 agosto 1979     | Polonia              |
| 7  | Dore Della Lunga   | S     | 25 luglio 1984    | Italia               |
| 8  | Leandro Vissotto   | S/O   | 30 aprile 1983    | Brasile              |
| 9  | Nikola Grbić       | P     | 6 settembre 1973  | Serbia               |
| 10 | Antonio De Paola   | S     | 7 gennaio 1988    | Italia               |
| 12 | Nicola Leonardi    | C     | 9 aprile 1988     | Italia               |
| 13 | Michał Winiarski   | S     | 28 ottobre 1983   | Polonia              |
| 15 | Riad Garcia        | C     | 2 ottobre 1981    | Brasile              |
| 16 | Andrea Bari        | L     | 5 marzo 1980      | Italia               |
| 17 | Krasimir Stefanov  | S/O   | 27 dicembre 1977  | Bulgaria             |
| 18 | Marco Piscopo      | C     | 18 luglio 1983    | Italia               |

## Mercato
| Acquisti | Acquisti          | Acquisti           | Acquisti   |
| R.       | Nome              | da                 | Modalità   |
| -------- | ----------------- | ------------------ | ---------- |
| S        | Antonio De Paola  | Igo Genova         | definitivo |
| C        | Riad Garcia       | Top Volley Latina  | definitivo |
| C        | Nicola Leonardi   | giovanili          | definitivo |
| S/O      | Krasimir Stefanov | Budvanska rivijera | definitivo |
| S/O      | Leandro Vissotto  | Taranto            | definitivo |
| P        | Łukasz Żygadło    | ZAKSA              | definitivo |

| Cessioni | Cessioni         | Cessioni        | Cessioni   |
| R.       | Nome             | a               | Modalità   |
| -------- | ---------------- | --------------- | ---------- |
| P        | Jakub Bednaruk   | Trefl Gdańsk    | definitivo |
| C        | Gregor Jerončić  | Piemonte        | definitivo |
| S/O      | Smilen Mljakov   | AZS Częstochowa | definitivo |
| S/O      | Vladimir Nikolov | Piemonte        | definitivo |
| S        | Vasil Stojanov   | Neftohimik      | definitivo |

## Risultati

### Serie A1

#### Girone di andata
| 1ª giornata - 27 settembre 2008 PalaTrento, Trento        | Trentino         | 3 - 0 | Forlì          | 25-18, 33-31, 27-25               |
| 2ª giornata - 6 ottobre 2008 PalaOlimpia, Verona          | BluVolley Verona | 3 - 2 | Trentino       | 27-25, 27-25, 20-25, 22-25, 15-11 |
| 3ª giornata - 12 ottobre 2008 PalaTrento, Trento          | Trentino         | 3 - 1 | Sempre Padova  | 25-17, 25-21, 21-25, 25-23        |
| 4ª giornata - 19 ottobre 2008 PalaValentia, Vibo Valentia | Callipo          | 1 - 3 | Trentino       | 27-25, 15-25, 14-25, 21-25        |
| 5ª giornata - 27 ottobre 2008 PalaTrento, Trento          | Trentino         | 3 - 1 | Lube           | 18-25, 25-16, 25-22, 25-11        |
| 6ª giornata - 2 novembre 2008 PalaTrento, Trento          | Trentino         | 3 - 0 | Pineto         | 25-15, 25-19, 25-16               |
| 7ª giornata - 9 novembre 2008 PalaPanini, Modena          | Modena           | 2 - 3 | Trentino       | 25-23, 13-25, 25-20, 24-26, 11-15 |
| 8ª giornata - 16 novembre 2008 PalaTrento, Trento         | Trentino         | 3 - 0 | Piacenza       | 25-15, 25-20, 40-38               |
| 9ª giornata - 23 novembre 2008 PalaBreBanca, Cuneo        | Piemonte         | 3 - 2 | Trentino       | 25-22, 22-25, 22-25, 25-18, 16-14 |
| 10ª giornata - 30 novembre 2008 PalaTrento, Trento        | Trentino         | 3 - 0 | Gabeca         | 25-22, 25-23, 25-22               |
| 11ª giornata - 7 dicembre 2008 PalaEvangelisti, Perugia   | Perugia          | 0 - 3 | Trentino       | 21-25, 22-25, 20-25               |
| 12ª giornata - 14 dicembre 2008 PalaVerde, Villorba       | Treviso          | 3 - 1 | Trentino       | 25-19, 25-21, 25-27, 25-21        |
| 13ª giornata - 21 dicembre 2008 PalaTrento, Trento        | Trentino         | 2 - 3 | Prisma Taranto | 25-21, 22-25, 27-25, 23-25, 12-15 |

#### Girone di ritorno
| 14ª giornata - 28 dicembre 2008 PalaCredito di Romagna, Forlì     | Forlì          | 0 - 3 | Trentino         | 14-25, 20-25, 20-25               |
| 15ª giornata - 3 gennaio 2009 PalaTrento, Trento                  | Trentino       | 3 - 0 | BluVolley Verona | 25-17, 25-19, 25-20               |
| 16ª giornata - 6 gennaio 2009 PalaFabris, Padova                  | Sempre Padova  | 2 - 3 | Trentino         | 23-25, 26-24, 25-19, 16-25, 9-15  |
| 17ª giornata - 11 gennaio 2009 PalaTrento, Trento                 | Trentino       | 3 - 0 | Callipo          | 25-22, 25-21, 25-18               |
| 18ª giornata - 18 gennaio 2009 PalaFontescodella, Macerata        | Lube           | 3 - 0 | Trentino         | 37-35, 29-27, 25-19               |
| 19ª giornata - 24 gennaio 2009 PalaMaggetti, Roseto degli Abruzzi | Pineto         | 0 - 3 | Trentino         | 20-25, 16-25, 22-25               |
| 20ª giornata - 8 febbraio 2009 PalaTrento, Trento                 | Trentino       | 3 - 0 | Modena           | 25-17, 25-23, 25-22               |
| 21ª giornata - 15 febbraio 2009 PalaBanca, Piacenza               | Piacenza       | 0 - 3 | Trentino         | 22-25, 20-25, 23-25               |
| 22ª giornata - 22 febbraio 2009 PalaTrento, Trento                | Trentino       | 3 - 0 | Piemonte         | 25-17, 25-17, 25-20               |
| 23ª giornata - 1º marzo 2009 PalaGeorge, Montichiari              | Gabeca         | 3 - 1 | Trentino         | 25-27, 25-23, 25-23, 25-23        |
| 24ª giornata - 8 marzo 2009 PalaTrento, Trento                    | Trentino       | 1 - 3 | Perugia          | 20-25, 21-25, 25-23, 23-25        |
| 25ª giornata - 15 marzo 2009 PalaTrento, Trento                   | Trentino       | 3 - 1 | Treviso          | 25-20, 25-20, 21-25, 25-18        |
| 26ª giornata - 22 marzo 2009 PalaWojtyla, Martina Franca          | Prisma Taranto | 3 - 2 | Trentino         | 16-25, 32-30, 23-25, 25-21, 15-12 |

#### Play-off scudetto
| Quarti di finale (gara 1) - 26 marzo 2009 PalaTrento, Trento          | Trentino | 3 - 2 | Callipo  | 22-25, 25-19, 23-25, 25-17, 19-17 |
| Quarti di finale (gara 2) - 29 marzo 2009 PalaValentia, Vibo Valentia | Callipo  | 0 - 3 | Trentino | 22-25, 23-25, 19-25               |
| Quarti di finale (gara 3) - 9 aprile 2009 PalaTrento, Trento          | Trentino | 3 - 2 | Callipo  | 26-28, 25-14, 21-25, 25-23, 17-15 |
| Semifinali (gara 1) - 19 aprile 2009 PalaTrento, Trento               | Trentino | 3 - 2 | Piemonte | 25-19, 25-18, 30-32, 21-25, 15-10 |
| Semifinali (gara 2) - 22 aprile 2009 PalaBreBanca, Cuneo              | Piemonte | 2 - 3 | Trentino | 23-25, 20-25, 25-13, 25-17, 8-15  |
| Semifinali (gara 3) - 25 aprile 2009 PalaTrento, Trento               | Trentino | 3 - 1 | Piemonte | 20-25, 25-21, 25-12, 25-20        |
| Finale (gara 1) - 4 maggio 2009 PalaTrento, Trento                    | Trentino | 3 - 2 | Piacenza | 25-18, 17-25, 21-25, 25-14, 17-15 |
| Finale (gara 2) - 7 maggio 2009 PalaBanca, Piacenza                   | Piacenza | 3 - 1 | Trentino | 25-21, 25-18, 20-25, 25-15        |
| Finale (gara 3) - 10 maggio 2009 PalaTrento, Trento                   | Trentino | 2 - 3 | Piacenza | 25-22, 13-25, 25-19, 23-25, 9-15  |
| Finale (gara 4) - 13 maggio 2009 PalaBanca, Piacenza                  | Piacenza | 0 - 3 | Trentino | 23-25, 11-25, 24-26               |
| Finale (gara 5) - 17 maggio 2009 PalaTrento, Trento                   | Trentino | 2 - 3 | Piacenza | 25-21, 25-20, 21-25, 22-25, 13-15 |

### Coppa Italia

#### Fase a eliminazione diretta
| Quarti di finale - 28 gennaio 2009 PalaBassano, Bassano del Grappa | Trentino | 2 - 3 | Treviso | 26-28, 25-22, 24-26, 30-28, 10-15 |

### Supercoppa italiana

#### Fase a eliminazione diretta
| Finale - 20 settembre 2008 Nelson Mandela Forum, Firenze | Trentino | 0 - 3 | Lube | 34-36, 19-25, 19-25 |

### Champions League

#### Fase a gironi
| 1ª giornata - 4 novembre 2008 PalaTrento, Trento              | Trentino          | 3 - 0 | ACH Volley        | 25-17, 25-18, 25-20              |
| 2ª giornata - 11 novembre 2008 Elispace, Beauvais             | Beauvais          | 0 - 3 | Trentino          | 19-25, 16-25, 17-25              |
| 3ª giornata - 10 dicembre 2008 PalaTrento, Trento             | Trentino          | 3 - 0 | Vienna hotVolleys | 25-18, 25-17, 25-17              |
| 4ª giornata - 17 dicembre 2008 Budocenter, Vienna             | Vienna hotVolleys | 2 - 3 | Trentino          | 29-31, 23-25, 25-18, 25-23, 9-15 |
| 5ª giornata - 14 gennaio 2009 PalaTrento, Trento              | Trentino          | 3 - 0 | Beauvais          | 25-20, 25-17, 25-19              |
| 6ª giornata - 21 gennaio 2009 Sportna Dvorana Tivoli, Lubiana | ACH Volley        | 1 - 3 | Trentino          | 17-25, 25-23, 20-25, 23-25       |

#### Fase a eliminazione diretta
| Ottavi di finale (andata) - 10 febbraio 2009 Palma Arena, Palma di Maiorca | Pòrtol            | 0 - 3 | Trentino        | 17-25, 20-25, 18-25        |
| Ottavi di finale (ritorno) - 18 febbraio 2009 PalaTrento, Trento           | Trentino          | 3 - 0 | Pòrtol          | 25-13, 25-14, 25-19        |
| Quarti di finale (andata) - 4 marzo 2009 Hala Polonia, Częstochowa         | AZS Częstochowa   | 1 - 3 | Trentino        | 25-22, 21-25, 17-25, 18-25 |
| Quarti di finale (ritorno) - 11 marzo 2009 PalaTrento, Trento              | Trentino          | 3 - 0 | AZS Częstochowa | 25-19, 25-14, 25-12        |
| Semifinali - 4 aprile 2009 O2 Arena, Praga                                 | Trentino          | 3 - 0 | Lube            | 25-21, 25-19, 25-23        |
| Finale - 5 aprile 2009 O2 Arena, Praga                                     | Īraklīs Salonicco | 1 - 3 | Trentino        | 12-25, 25-21, 24-26, 22-25 |

## Statistiche

### Statistiche di squadra
| Competizione        | Punti | In casa | In casa | In casa | In trasferta | In trasferta | In trasferta | Totale | Totale | Totale |
| Competizione        | Punti | G       | V       | P       | G            | V            | P            | G      | V      | P      |
| ------------------- | ----- | ------- | ------- | ------- | ------------ | ------------ | ------------ | ------ | ------ | ------ |
| Serie A1            | 56    | 20      | 16      | 4       | 17           | 10           | 7            | 37     | 26     | 11     |
| Coppa Italia        | -     | -       | -       | -       | -            | -            | -            | 1      | 0      | 1      |
| Supercoppa italiana | -     | -       | -       | -       | -            | -            | -            | 1      | 0      | 1      |
| Champions League    | 12    | 5       | 5       | 0       | 5            | 5            | 0            | 12     | 12     | 0      |
| Totale              | -     | 25      | 21      | 4       | 22           | 15           | 7            | 51     | 38     | 13     |

G = partite giocate; V = partite vinte; P = partite perse

### Statistiche dei giocatori
| Giocatore      | Serie A1 | Serie A1 | Serie A1 | Serie A1 | Serie A1 | Coppa Italia | Coppa Italia | Coppa Italia | Coppa Italia | Coppa Italia | Supercoppa italiana | Supercoppa italiana | Supercoppa italiana | Supercoppa italiana | Supercoppa italiana | Champions League | Champions League | Champions League | Champions League | Champions League | Totale | Totale | Totale | Totale | Totale |
| Giocatore      | P        | PT       | AV       | MV       | BV       | P            | PT           | AV           | MV           | BV           | P                   | PT                  | AV                  | MV                  | BV                  | P                | PT               | AV               | MV               | BV               | P      | PT     | AV     | MV     | BV     |
| -------------- | -------- | -------- | -------- | -------- | -------- | ------------ | ------------ | ------------ | ------------ | ------------ | ------------------- | ------------------- | ------------------- | ------------------- | ------------------- | ---------------- | ---------------- | ---------------- | ---------------- | ---------------- | ------ | ------ | ------ | ------ | ------ |
| A. Bari        | 37       | 1        | -        | 1        | -        | 1            | -            | -            | -            | -            | 1                   | -                   | -                   | -                   | -                   | 11               | -                | -                | -                | -                | 50     | 1      | -      | 1      | -      |
| E. Birarelli   | 32       | 221      | 137      | 72       | 12       | 1            | 12           | 8            | 4            | 0            | 1                   | 4                   | 3                   | 1                   | 0                   | 8                | 48               | ?                | ?                | ?                | 42     | 285    | 148    | 77     | 12     |
| A. De Paola    | 11       | 14       | 11       | 3        | 0        | 1            | 0            | 0            | 0            | 0            | 1                   | 0                   | 0                   | 0                   | 0                   | 5                | 3                | ?                | ?                | ?                | 18     | 17     | 11     | 3      | 0      |
| D. Della Lunga | 35       | 91       | 67       | 6        | 18       | 1            | 3            | 3            | 0            | 0            | 1                   | 2                   | 2                   | 0                   | 0                   | 11               | 30               | ?                | ?                | ?                | 48     | 126    | 72     | 6      | 18     |
| R. Garcia      | 20       | 99       | 63       | 28       | 8        | 1            | 4            | 4            | 0            | 0            | 1                   | 13                  | 6                   | 7                   | 0                   | 10               | 89               | ?                | ?                | ?                | 32     | 205    | 73     | 35     | 8      |
| N. Grbić       | 37       | 143      | 70       | 43       | 30       | 1            | 3            | 2            | 0            | 1            | 1                   | 1                   | 0                   | 1                   | 0                   | 10               | 29               | ?                | ?                | ?                | 49     | 176    | 72     | 44     | 31     |
| M. Kazijski    | 36       | 589      | 477      | 36       | 76       | 1            | 25           | 22           | 1            | 2            | 1                   | 18                  | 15                  | 2                   | 1                   | 12               | 143              | ?                | ?                | ?                | 50     | 775    | 514    | 39     | 79     |
| N. Leonardi    | 7        | 8        | 5        | 2        | 1        | -            | -            | -            | -            | -            | 0                   | 0                   | 0                   | 0                   | 0                   | 3                | 4                | ?                | ?                | ?                | 10     | 12     | 5      | 2      | 1      |
| M. Piscopo     | 37       | 204      | 108      | 89       | 7        | 1            | 2            | 1            | 1            | 0            | 1                   | 0                   | 0                   | 0                   | 0                   | 7                | 53               | ?                | ?                | ?                | 46     | 259    | 109    | 90     | 7      |
| A. Segnalini   | 2        | -        | -        | -        | -        | -            | -            | -            | -            | -            | -                   | -                   | -                   | -                   | -                   | 1                | -                | -                | -                | -                | 3      | -      | -      | -      | -      |
| K. Stefanov    | 13       | 67       | 61       | 4        | 2        | 0            | 0            | 0            | 0            | 0            | 1                   | 9                   | 7                   | 2                   | 0                   | 9                | 49               | ?                | ?                | ?                | 23     | 125    | 68     | 6      | 2      |
| L. Vissotto    | 34       | 601      | 506      | 58       | 37       | 1            | 19           | 17           | 2            | 0            | -                   | -                   | -                   | -                   | -                   | 10               | 126              | ?                | ?                | ?                | 45     | 746    | 523    | 60     | 37     |
| M. Winiarski   | 35       | 393      | 309      | 52       | 32       | 1            | 19           | 14           | 4            | 1            | 0                   | 0                   | 0                   | 0                   | 0                   | 12               | 133              | ?                | ?                | ?                | 48     | 545    | 323    | 56     | 33     |
| Ł. Żygadło     | 21       | 6        | 1        | 5        | 0        | -            | -            | -            | -            | -            | 1                   | 0                   | 0                   | 0                   | 0                   | 9                | 10               | ?                | ?                | ?                | 31     | 16     | 1      | 5      | 0      |

P = presenze; PT = punti totali; AV = attacchi vincenti; MV = muri vincenti; BV = battute vincenti